# Karl Donners
Karl Donners (* 9. Dezember 1885 in Viersen; † nach 1946) war ein deutscher Politiker (Wirtschaftspartei, später CDU).

## Leben
Der gelernte Fleischer und Metzgerobermeister war Vorsitzender des Ausschusses der Krefelder Innung und Vorsitzender der Meister-Prüfungskommission der Handwerkskammer Düsseldorf.
Im Mai 1928 wurde Donners für die Reichspartei des Deutschen Mittelstandes (Wirtschaftspartei) als Abgeordneter in den Preußischen Landtag gewählt, dem er bis 1932 angehörte. Im Parlament vertrat er den Wahlkreis 23 (Düsseldorf-West).
Nach dem Zweiten Weltkrieg war er für die CDU von Dezember 1945 bis Oktober 1946 Ratsmitglied der Stadt Krefeld.